# جيانجياكومو ماغناني
جيانجياكومو ماغناني (بالإيطالية: Giangiacomo Magnani)‏ (من مواليد 4 أكتوبر 1995) هو لاعب كرة قدم إيطالي محترف يلعب كمدافع لنادي سامبدوريا على سبيل الإعارة من هيلاس فيرونا.